# 吉布列·寇特利爾
吉布列·寇特利爾 （英語：Gabriel Kotliar，1957年—），美国凝態物理学家，罗格斯大學教授，以發展動力學平均場論聞名。

## 生平

### 早期生活
寇特利爾出生於阿根廷，1979年在 以色列 的希伯來大學取得 物理学和数学學位。1980年在丹尼尔·阿米特指导下取得碩士學位。其後於1983年在普林斯顿大学，在菲利普·安德森的指導下取得物理學博士学位。

### 职业生涯
他的第一个教学职位是在加利福尼亚大学圣巴巴拉分校的博士後研究，並於1983年至1985年被任命为麻省理工學院的助理教授。其後加入了罗格斯大学，於1992年被提升为正職教授。他於1987年獲頒斯隆獎，並在1990年秋季，與安东尼·乔治发展出動力學平均場論。2000年後先後獲頒古根漢奖学金、Europhysics等獎項，並为巴黎高等师范学校、理工学院，希伯来大学的访问教授。自2001年以来，他已是美國物理學會的研究學者。截至2020年，寇特利爾的H指數為89。